# 変調田原坂
「変調田原坂」（へんちょうたばるざか）とは、かぐや姫の楽曲で、2枚目のシングル。2023年現在、CD化されていない。2025年にオリジナルの形で音楽配信された。
熊本県民謡「田原坂」に新たな歌詞をつけたもので、「安下宿」、「ちり紙交換」などの生活感に満ちた言葉が多く使われている。1971年4月時点で発売元の日本クラウン発表の出荷枚数は10万枚に達した。グループの地元大分県の大分放送のランキングでトップ10入りした。
B面の「マキシーのために」は、喜多条忠が初めて作詞した作品で、のちに第2期かぐや姫が吉田拓郎によるアレンジで、アルバム『はじめまして』に収録した（第1期バージョンはCD化されていない）。当初のタイトルは「ピラニアのために」であり、喜多条の知人の女性活動家をモデルとしたものであった。

## 収録曲
1. 変調田原坂
  - 作詞:中山大三郎 曲:熊本県民謡
2. マキシーのために
  - 作詞:喜多条忠 作曲:南こうせつ